# Охайо (окръг, Индиана)
Вижте пояснителната страница за други значения на Охайо.
Окръг Охайо (на английски: Ohio County) е окръг в щата Индиана, Съединени американски щати. Площта му е 225 km², а населението е 5940 души (1 април 2020). Административен център е град Райзинг Сън.